# Mercedes Ruehl
Mercedes Ruehl és una actriu estatunidenca nascuda el 28 de febrer de 1948 a Queens, un dels barris de Nova York, als Estats Units.

## Biografia

### Vida personal
Ruehl va néixer a Jackson Heights, Queens, ciutat de Nova York. El seu pare era un agent de l'FBI i la seva mare, també anomenada Mercedes, era mestra. Va ser educada catòlica I d'arrels alemanyes, irlandeses, i cubanes. Ruehl va anar a la Universitat de New Rochelle. I es va graduar el 1969. Està casada amb el pintor David Geiser, amb qui va adoptar un fill, Jake (nascut el 1997). Va tenir un altre fill, Christopher, que va col·locar en adopció el 1976; Christopher més tard esdevenia el padrí de Jake.

### Carrera
Ruehl va començar la seva carrera en teatre regional amb el Denver Center for the Performing Arts, fent altres feines entre els compromisos. Durant els últims anys 1970, Ruehl ja apuntava a l'èxit a Nova York, especialment per I'm Not Rappaport (1985). En l'escenari, guanyava el Premi Obie el 1985 per a la seva actuació a The Marriage of Bette and Boo  i vint anys més tard, un Obie per a Woman Before a Glass. També rebia un Premi Tony el 1991 com a millor actriu l'obra de Neil Simon  Lost in Yonkers. Les seves actuacions en dos altres obres suposaven les seves dues altres nominacions al Tony:
- El 1995 com a millor actriu per a una reposició de The Shadow Box;
- El 2002 com a millor actriu per l'obra d'Edward Albee The Goat, or Who is Sylvia?.

El seu paper més aclamat va ser a  The Fisher King; la seva actuació a la pel·lícula li feia guanyar el 1991 l'Oscar a la millor actriu secundària així com un American Comedy Award, un Boston Society of Film Critics Award, un Los Angeles Film Critics Association Award i un Globus d'Or. Abans havia guanyat el 1989 el National Society of Film Critics Award per la millor actriu secundària per la seva actuació a Married to the Mob. Feia de Kate Costas en cinc episodis de Frasier, i tenia un paper essencial a la pel·lícula feta per la TV All-American Girl: The Mary Kay Letourneau Story. És la primera dona cubano-americana guanyadora de l'Ooscar.
També ha interpretat la mare de Vincent Chase a Entourage de l'HBO.
El 2008, Ruehl va tornar a Broadway al Manhattan Theater Club, amb la producció de Richard Greenberg The American Plan interpretant el paper d'Eva Adler.

## Filmografia
- 1976: Dona Flor e Seus Dois Maridos: noia americana al casino
- 1979: The Warriors: Policia a Central Park
- 1981: Four Friends: dona en un Taxi
- 1984: Mom's on Strike (TV): Sandy
- 1986: Twisted: Cybelle
- 1986: Heartburn: Eve
- 1987: Leader of the Band: Miss Cooper
- 1987: Radio Days: Ad Men
- 1987: La carta final (84 Charing Cross Road): Kay
- 1987: The Secret of My Succe$s: Sheila
- 1988: Big: Mrs. Baskin
- 1988: Casada amb tots (Married to the Mob): Connie Russo
- 1989: Esclaus a Nova York (Slaves of New York): Samantha
- 1989: Crimes and Misdemeanors: Party Guest
- 1990: Gent boja (Crazy People): Dr. Liz Baylor
- 1991: Another You: Elaine
- 1991: The Fisher King: Anne Napolitano
- 1993: Lost in Yonkers: Bella Kurnitz
- 1993: Last Action Hero: Irene Madigan
- 1994: On Hope (TV): Wendy
- 1995: Indictment: The McMartin Trial (TV): Lael Rubin
- 1997: Roseanna's Grave: Roseanna Rosa '
- 1997: North Shore Fish (TV): Florence
- 1997: Subwaystories: Molestes from the Underground (TV): Leyla
- 1998: Gia (TV): Kathleen Carangi
- 1999: The Minus Man: Jane Durwin
- 1999: Out of the Cold: Tina
- 2000: Spooky House: Boss
- 2000: All-American Girl: The Mary Kay Letourneau Story (TV): Jane Newhall
- 2000: What's Cooking?: Elizabeth 'Lizzy' Avila
- 2000: More Dogs Than Bones): Victoria 'Vic' Galletti
- 2000: The Amati Girls: Grace
- 2000: The Lost Child (TV): Rebecca
- 2001: Mr. Life (TV)
- 2002: Guilt by Association) (TV): Susan Walker
- 2002: Widows" (fulletó TV): Dolly Rawlins
- 2004: Everyday Life (TV)
- 2004: Bad Apple (TV): Lorraine Gibons
- 2004: Zeyda and the Hitman: Esther
- 2005: Mom at Sixteen (TV): Terry Jeffries
- 2006: A Girl Like Me: The Gwen Araujo Story (TV): Sylvia Guerraro
- 2019: Hustlers

## Premis
- Oscar a la millor actriu secundària el 1992 per The Fisher King.
- Globus d'Or a la millor actriu secundària el 1992 per The Fisher King.